# Il lungo ritorno
Il lungo ritorno (A Suitable Vengeance) è un romanzo della giallista statunitense Elizabeth George, pubblicato nel 1991.
A Suitable Vengeance è stato tradotto in dodici lingue. In Italia la prima edizione è del 1992.

## Trama
L'ispettore Lynley di Scotland Yard si concede un weekend di vacanza nel suo villaggio  d'origine, Howenstow, in Cornovaglia, cogliendo così l'occasione di presentare alla madre la fidanzata Deborah Cotter, ex del suo amico Simon St. James, tornata in Inghilterra dopo tre anni di assenza. Lo stesso St. James segue i due nel sud-ovest del Paese assieme a Lady Helen, al padre di Deborah e a Sidney St James, accompagnata dal fidanzato; a Howenstow, Lynley rivedrà inoltre il fratello Peter, che si è portato anche la sua ragazza.
La quiete dei vacanzieri e del paesino è però scossa dal misterioso omicidio del giornalista Mick Cambrey, marito di una conoscente di Lynley, avvenuto nel vicino villaggio di Nanrunnel. A questo delitto ne seguiranno poi altri e per l'ispettore Lynley sarà finita la vacanza.

## Edizioni in italiano
- Elizabeth George, Il lungo ritorno, CDE, Milano 1992
- Elizabeth George, Il lungo ritorno, traduzione di Mariapaola Dèttore, A. Mondadori, Milano 1992
- Elizabeth George, Il lungo ritorno: romanzo, traduzione di Mariapaola Déttore, TEA, Milano 1995

## Trasposizioni televisive
Il romanzo ha ispirato l'omonimo episodio, terzo della seconda stagione,  della serie televisiva britannica The Inspector Lynley Mysteries, trasmesso il 24 marzo 2003.